# Spitzschuppiger Stachel-Schirmling
Der Spitzschuppige oder Raue Stachel-Schirmling (Lepiota aspera, syn. Echinoderma asperum, Lepiota acutesquamosa var. furcata:193 und Lepiota friesii:193) ist eine Pilzart aus der Familie der Champignonverwandten. Er kommt recht häufig in Laub- und Nadelwäldern, an Wegrändern und in Gärten vor. Die Fruchtkörper erscheinen von Sommer bis Herbst.

## Merkmale

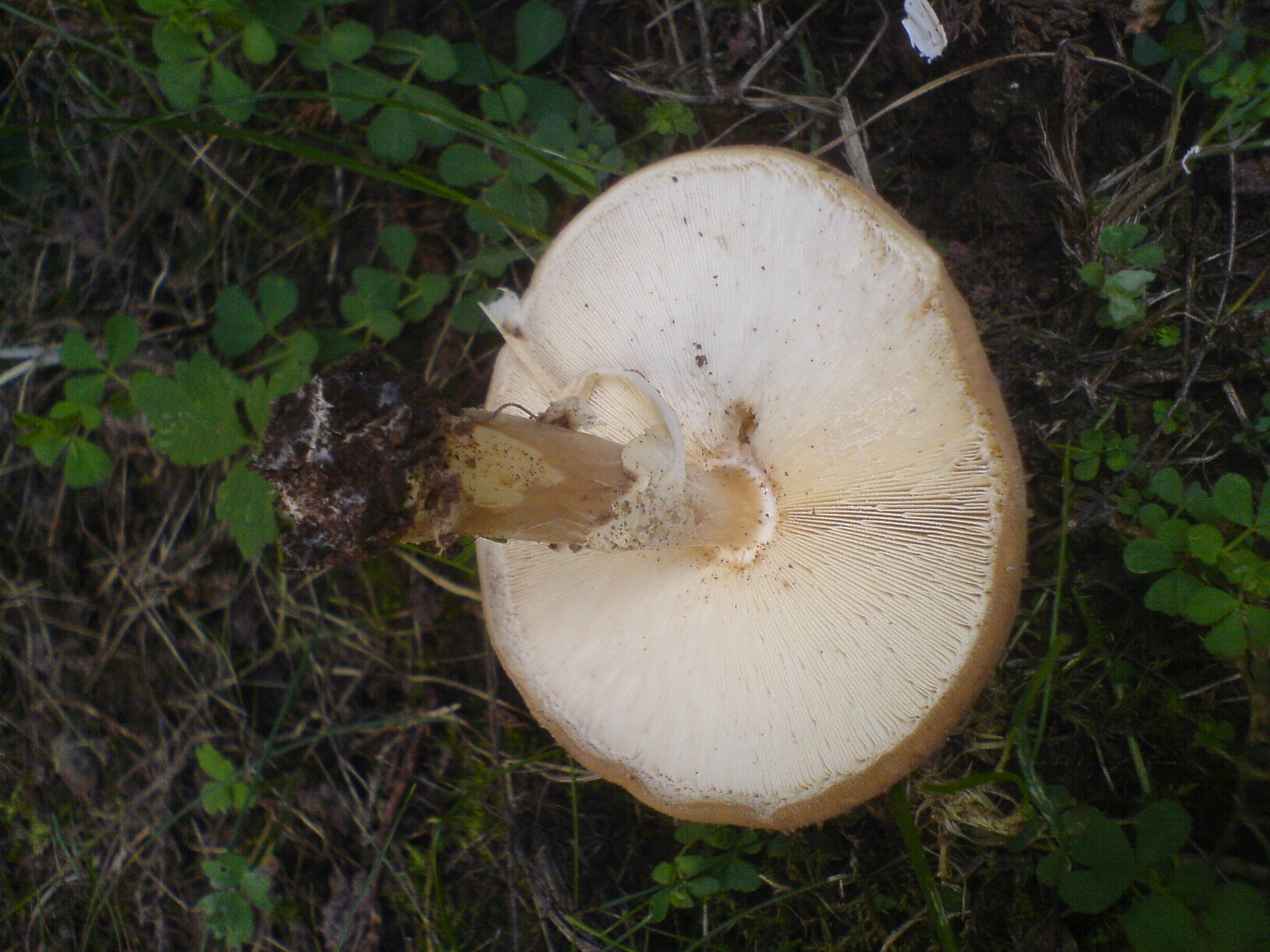
Die Hutunterseite des Spitzschuppigen Stachel-Schirmlings ist mit dicht gedrängten und zunächst weißlichen Lamellen besetzt.

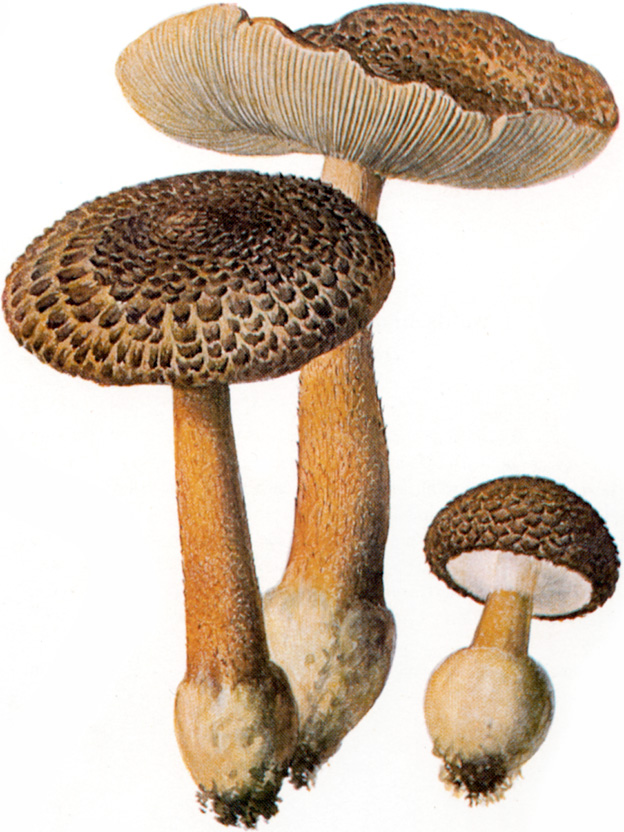
Spitzschuppiger Stachel-Schirmling (Lepiota aspera), Illustration von Albin Schmalfuß (1897)

### Makroskopische Merkmale
Der anfangs kegelige bis glockige, später flach ausgebreitete Hut erreicht einen Durchmesser von 10–15 cm. Die ockerlich-cremefarbene Huthaut ist bis zum Rand dicht mit spitzkegeligen, bräunlichen Schüppchen besetzt, die in der Mitte selbst im Alter eine mehr oder weniger geschlossene Decke bilden. Die weißlichen, später bräunlichen Lamellen stehen dicht gedrängt und sind in Stielnähe oft gegabelt. Der 5–10 cm lange und 0,5–1,5 cm breite Stiel besitzt eine bis zu 2,5 cm knollig verdickte, bisweilen gerandete Basis. Das Teilvelum bleibt nach dem Aufschirmen des Huts am Stiel als vergänglicher und häutiger Ring hängen. Er hat eine weißliche Farbe und unten am Rand bräunliche Schüppchen. Über dem Ring ist der Stiel creme-, darunter hutfarben. Die Oberfläche ist vor allem im unteren Bereich faserig und schuppig strukturiert. Das weiße Fleisch riecht unangenehm leuchtgasartig:193 bzw. nach dem Stink-Schirmling (Lepiota cristata).:57–58

### Mikroskopische Merkmale
Die länglich-spindeligen Sporen sind 7,5–9 Mikrometer lang und 2,5–3,5 µm breit. Die Zystiden an den Lamellenschneiden haben eine keulig-blasenförmige bis rundlich-gestielte Gestalt und kommen vereinzelt auch auf der Lamellenfläche vor.:193

## Artabgrenzung
Der sehr seltene Ringlose Stachel-Schirmling (Lepiota perplexa) riecht stärker und hat keine gegabelten Lamellen. Der Kegelschuppige Stachel-Schirmling (Lepiota hystrix) ist dunkler gefärbt und mikroskopisch durch kleinere, ovale Sporen gekennzeichnet. Der Igel-Stachel-Schirmling (Lepiota echinacea):194 erinnert an eine Miniaturausgabe des Spitzschuppigen Stachel-Schirmlings – mikroskopisch ist die Art durch das Fehlen von Cheilozystiden zu erkennen.:193 Darüber hinaus kann der ungenießbare Spitzschuppige Stachel-Schirmling möglicherweise mit dem als Speisepilz geschätzten Gemeinen Riesenschirmling oder Parasol verwechselt werden, der an ähnlichen Standorten wächst. Letzterer besitzt jedoch einen doppelten, frei verschiebbaren Ring sowie ein nussig riechendes und schmeckendes Fleisch.

## Ökologie und Phänologie
Der Spitzschuppige Stachel-Schirmling wächst in der Laub- und Nadelstreu verschiedener Laubwälder sowie Fichten- und Kiefernforsten, fehlt aber offenbar in naturnahen Nadelwäldern. Er gilt als Stickstoffzeiger und wächst auf basen- bzw. nährstoffreichen Böden. Dort kommt er häufig an Wegrändern unter Brennnesseln und anderen Ruderalstellen vor, seltener ist er in Gärten, unter Hecken, auf Äckern oder Wacholderheiden anzutreffen. Der Pilz wächst überwiegend zwischen 450 und 700 Höhenmetern, oberhalb ist er nur selten anzutreffen.:58–59
Die Art fruktifiziert hauptsächlich von August bis Ende Oktober, vereinzelte Nachzügler können bis Dezember, bei günstiger Witterung auch bis Januar, gefunden werden.:58

## Verbreitung
Gminder (2003) beruft sich in Band 3 aus der Reihe Die Großpilze Baden-Württembergs auf Knudsen (1981) und definiert das Verbreitungsgebiet des Spitzschuppige Stachel-Schirmlings austral-austrosubtropisch, boreosubtropisch bis boreal. Nachweise bestehen aus Asien (Japan) und Amerika (Argentinien, Kanada, Mexiko, Paraguay und die USA). In Nordafrika kommt die Art in Algerien und Marokko vor. In Europa ist der Pilz im Mittelmeerraum (Italien, früheres Jugoslawien) eher selten zu finden. Ansonsten ist er zerstreut bis mäßig verbreitet, meidet aber ozeanisch getönte Gebiete.:59

## Verwandtschaft
Phylogenetische Analysen der amerikanischen Mykologin Else C. Vellinga deuten auf eine nahe Verwandtschaft des Spitzschuppigen Stachel-Schirmlings mit den Mehlschirmlingen (Cystolepiota) und Buntkörnchenschirmlingen (Melanophyllum) hin.

## Bedeutung
Der Spitzschuppige Stachelschirmling ist kein Speisepilz. Er kann leichte gastrointestinale Symptome verursachen. Der Verzehr des Pilzes löst Alkoholunverträglichkeit ähnlich dem Coprinus-Syndrom aus. Er enthält jedoch kein Coprin, sondern zwei andere Acetaldehyddehydrogenase-Hemmstoffe.